# Pablo Medina
Pablo Marcial Medina Carrasco (El Tocuyo, Estado Lara, Venezuela, 30 de junio de 1947) es un político venezolano.

## Biografía

### Frente Guerrillero de Liberación Nacional Simón Bolívar
Siendo estudiante de secundaria, ingresó en el frente guerrillero de Argimiro Gabaldón. Posteriormente conoció al político venezolano Alfredo Maneiro, con quien fundaría años después el partido La Causa Radical.

### Sidor
En 1972 se domicilió durante un tiempo en el estado Bolívar, donde fue trabajador de Sidor y se hizo miembro del Movimiento Matanceros, grupo que ganó las elecciones del sindicato de Sidor.

## Carrera política

### Diputado
Tras la muerte de Maneiro en 1982, Pablo Medina llegó a ser secretario general de La Causa Radical. En 1988 es electo diputado al Congreso de Venezuela.
Pablo Medina declaró que el 1 de enero de 1992 se reunió con Chávez, Arias y Kléber para discutir la conformación de la Junta de Gobierno, integrada por cinco civiles y cuatro militares, entre otros, José Vicente Rangel, Abdón Vivas Terán, Andrés Velásquez, Luis Miquilena y Manuel Quijada.
En 1993 repite como diputado al congreso. Entre 1995 y 1996 ejerció la primera vicepresidencia de la cámara de diputados del Congreso Nacional.

#### Patria Para Todos
En 1997, creó junto a otros disidentes de La Causa Radical, el partido Patria Para Todos, en donde ocupó el cargo de secretario general. En 1998 se convirtió en integrante del senado de Venezuela. En 1999 fue miembro de la Asamblea Nacional Constituyente de Venezuela de 1999. Apoyó al principio a Hugo Chávez, pero luego se distanció de él.

## Vida posterior
El 25 de abril de 2010, Pablo Medina fue escogido, mediante elecciones primarias de la Mesa de la Unidad Democrática, candidato a diputado a la Asamblea Nacional de Venezuela por la circunscripción uno del Distrito Capital. El 26 de septiembre, perdió la elección al ocupar el cuarto lugar con el 21,69 % de los votos.
El 3 de noviembre de 2011 Pablo Medina inscribió su precandidatura para las elecciones primarias de la Mesa de la Unidad de 2012, con el fin de escoger al candidato que representaría a esa coalición en la elección presidencial de Venezuela de 2012. Al comienzo, su precandidatura no fue admitida por no contar Medina con los recursos necesarios para ayudar a financiar las primarias, mas fue finalmente aceptada por la Mesa de la Unidad el 18 de noviembre de 2011. Contó con el apoyo del partido Movimiento Laborista. El 12 de febrero de 2012, día de las primarias, Pablo Medina quedó en el sexto lugar con el 0.5% de los votos.
Desde el 9 de agosto de 2014 fue coordinador nacional del Bloque de Unidad Nacional, una coalición de partidos políticos, hasta que en años posteriores se autoexilió. Actualmente es dirigente de la Coalición Internacional por Venezuela, Una Sola Voz (CIPV).